# Knock-out (biologie)

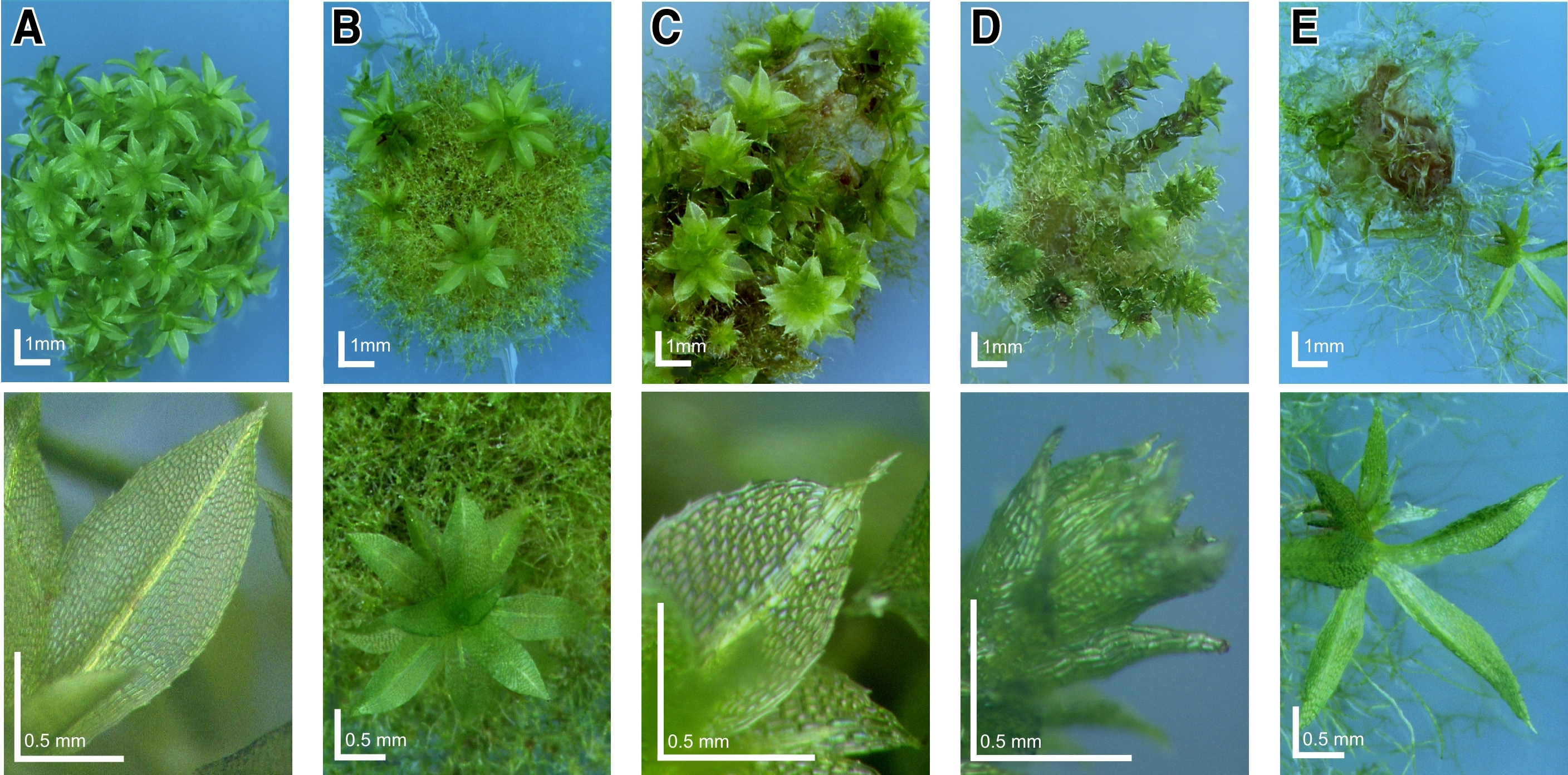
Genetisch gemanipuleerde mosplantjes waarbij genen die een rol spelen bij gametofoor-ontwikkeling via knockouts uit het genoom zijn gehaald. A: wildtype, B–D: knockouts.

Een knock-out, ook wel gendeletie genoemd, is een veelgebruikte genetische techniek waarbij een gen uit het genoom van een cellijn of organisme wordt verwijderd, of anderzijds volledig wordt geïnactiveerd. Doordat het gen ontbreekt, kan men erachter komen wat de functie van het gen is. Een genetische knockout kan op verschillende manieren worden gemaakt, bijvoorbeeld door gebruik te maken van homologe recombinatie, CRISPR-Cas9 of speciale site-specifieke nucleases.
Genetische knockouts stellen onderzoekers in staat om de functie van een specifiek gen in vivo te bestuderen, en de rol van het gen in normale ontwikkeling en fysiologie te begrijpen, evenals in de pathologie van ziekten. Door het fenotype van het organisme met het knock-out gen te bestuderen, kunnen onderzoekers inzicht krijgen in de biologische processen waarbij het gen betrokken is. Deze vorm van genetische manipulatie heet reverse genetics.
Genetische knockouts worden wereldwijd veel toegepast bij fundamenteel en medisch-georiënteerd onderzoek. Ze zijn toegepast in modelorganismen als gist, de plant Arabidopsis, fruitvliegen, zebravissen en muizen. Knockoutmuizen spelen een belangrijke rol in de (moleculaire) ontrafeling van menselijke ziekten, met name in de immunologie en het kankeronderzoek.